# Plestin-les-Grèves
Plestin-les-Grèves (bret. Plistin) – miejscowość i gmina we Francji, w regionie Bretania, w departamencie Côtes-d’Armor.
Według danych na rok 1990 gminę zamieszkiwało 3237 osób, a gęstość zaludnienia wynosiła 94 osoby/km² (wśród 1269 gmin Bretanii Plestin-les-Grèves plasuje się na 162. miejscu pod względem liczby ludności, natomiast pod względem powierzchni na miejscu 207.).